# Gudaitis
Gudaitis ist ein litauischer männlicher Familienname, abgeleitet von gudas (dt. Belarusse).

## Personen
- Algirdas Gudaitis (* 1951), Politiker, Bürgermeister von Jurbarkas
- Antanas Gudaitis (1904–1989), litauischer Maler, Grafiker, Bühnenbildner und Hochschullehrer
- Vincas Ramutis Gudaitis (* 1941), Schriftsteller und Politiker, Mitglied des Seimas
- Vytautas Antanas Gudaitis (* 1947), Bibliothekar, Direktor